# Montbarrey
Montbarrey är en kommun i departementet Jura i regionen Bourgogne-Franche-Comté i östra Frankrike. Kommunen ligger i kantonen Montbarrey som tillhör arrondissementet Dole. År 2022 hade Montbarrey 306 invånare.

## Befolkningsutveckling
Antalet invånare i kommunen Montbarrey
Referens:INSEE